# Río Najerilla
El río Najerilla es un río del norte de España, afluente del río Ebro, que desemboca en Torremontalbo. Cruza la comunidad autónoma de La Rioja de sur a norte. Es el río de mayor longitud y caudal de esta comunidad autónoma, tras el Ebro, y uno de los dos principales ríos que conforman la comarca de la Rioja Alta.

## Recorrido
En su curso alto se forma por la unión en Villavelayo de dos cursos de agua, uno proveniente del municipio riojano de Canales de la Sierra y otro del municipio burgalés de Neila, que reciben también las denominaciones de río Canales y río Neila, respectivamente. Algunas fuentes sitúan por tanto el nacimiento del río Najerilla en Canales de la Sierra y otras en Neila.
Aguas abajo de Villavelayo llena el embalse de Mansilla, usado para suministrar agua potable y de riego a buena parte del valle, a través del canal del Najerilla que transcurre por ambas márgenes.
A partir del embalse atraviesa municipios como Mansilla de la Sierra, Anguiano, Bobadilla, Baños de Río Tobía, Camprovín, Arenzana de Abajo, Nájera, Uruñuela, Hormilleja, San Asensio y Cenicero, antes de desembocar en el Ebro por la margen derecha, junto a Torremontalbo.
Por tanto, la cuenca del Najerilla se encuentra geográficamente entre dos comunidades autónomas: en la comunidad autónoma de La Rioja se encuentran 1041 km² de los 1105 km² que ocupa la cuenca (el 94%), y en la comunidad autónoma de Castilla y León los 64 km² restantes (el 6%).
El curso alto de la cuenca del río Najerilla, hasta la localidad de Anguiano, está incluido en la Zona Especial de Conservación establecida por la Unión Europea, Red Natura 2000.

## Cuenca hidrográfica
El nacimiento en Canales de la Sierra, tiene su origen en Fuente la Lechera, en las estribaciones del monte Gatón (2037 m de altitud), y el nacimiento en el municipio de Neila se ha considerado tradicionalmente ubicado en La Cueva, un manantial que sale de una oquedad de origen cárstico, aunque otras fuentes consideran que nace en las lagunas de Neila. Estos lugares están situados todos en la sierra de la Demanda y estribaciones de los picos de Urbión (montes Cerezales, Herrera y Tres Provincias),  todos ellos pertenecientes a la Cordillera Ibérica. 
El río Najerilla discurre entre la sierra de la Demanda a su izquierda y la sierra del Camero Nuevo a su derecha, mediante un estrecho y serpenteante valle, de gran profundidad, con laderas agrestes y de fuerte pendiente, escaso suelo y afloraciones de estratos rocosos hasta la localidad de Anguiano. En este primer tramo a través de las sierras, confluyen numerosos afluentes como el Gatón, el Portilla, el Urbión, Roñas, entre otros, que aumentan considerablemente el caudal del río.
A partir de Anguiano, el valle se abre, y el río discurre entre las sierras de La Pradilla y Moncalvillo (monte Serradero, 1491 m de altitud), entre peñas y pequeños montes, con pequeñas vegas cultivables hasta su confluencia con el río Cárdenas, en el término de Arenzana de Abajo. En este tramo recibe los ríos Tobía, Ledesma, Pedroso y Canto Grande.
A partir de Arenzana y Najera, el valle se convierte en una gran vega, con amplias choperas, viñas y tierras de regadío, hasta su desembocadura en el río Ebro por su derecha, en el término municipal de Torremontalbo. En este tramo recibe a los ríos Yuso, Yalde y Tuerto.

### Climatología
El clima de la cuenca del Najerilla es de carácter mediterráneo con influencia oceánica, con mayores precipitaciones en los meses de invierno y primavera. En el curso alto de la cuenca, a su paso por las sierras de la Demanda y el Camero Nuevo, el clima es oceánico pluvio-nival, característico de las zonas de montaña con precipitaciones en forma de nieve durante los meses de invierno. Esto provoca que durante los meses de invierno se concentra la nieve en las montañas disminuyendo el caudal del río, mientras que durante la primavera, a causa del deshielo de la nieve y las precipitaciones características de la primavera el caudal aumente, alcanzando los máximos caudales anuales.

## Régimen hidrológico
La cuenca del Najerilla tiene un régimen natural de 404 hm3 anuales. Previamente a la construcción del embalse de Mansilla en 1959, se producían periodos de gran estiaje entre los meses de junio y noviembre, con su mínimo en septiembre (1 m³/s en su cabecera) , y de grandes crecidas entre los meses de diciembre y abril, con su máximo en marzo (9 m³/s en su cabecera).
Tras la construcción del embalse se reguló notablemente el régimen hídrico de la cuenca, aprovechando el agua para las demandas de regadío y producción eléctrica durante todo el año. Actualmente los caudales máximos se producen en verano, y los mínimos en octubre.

## Afluentes

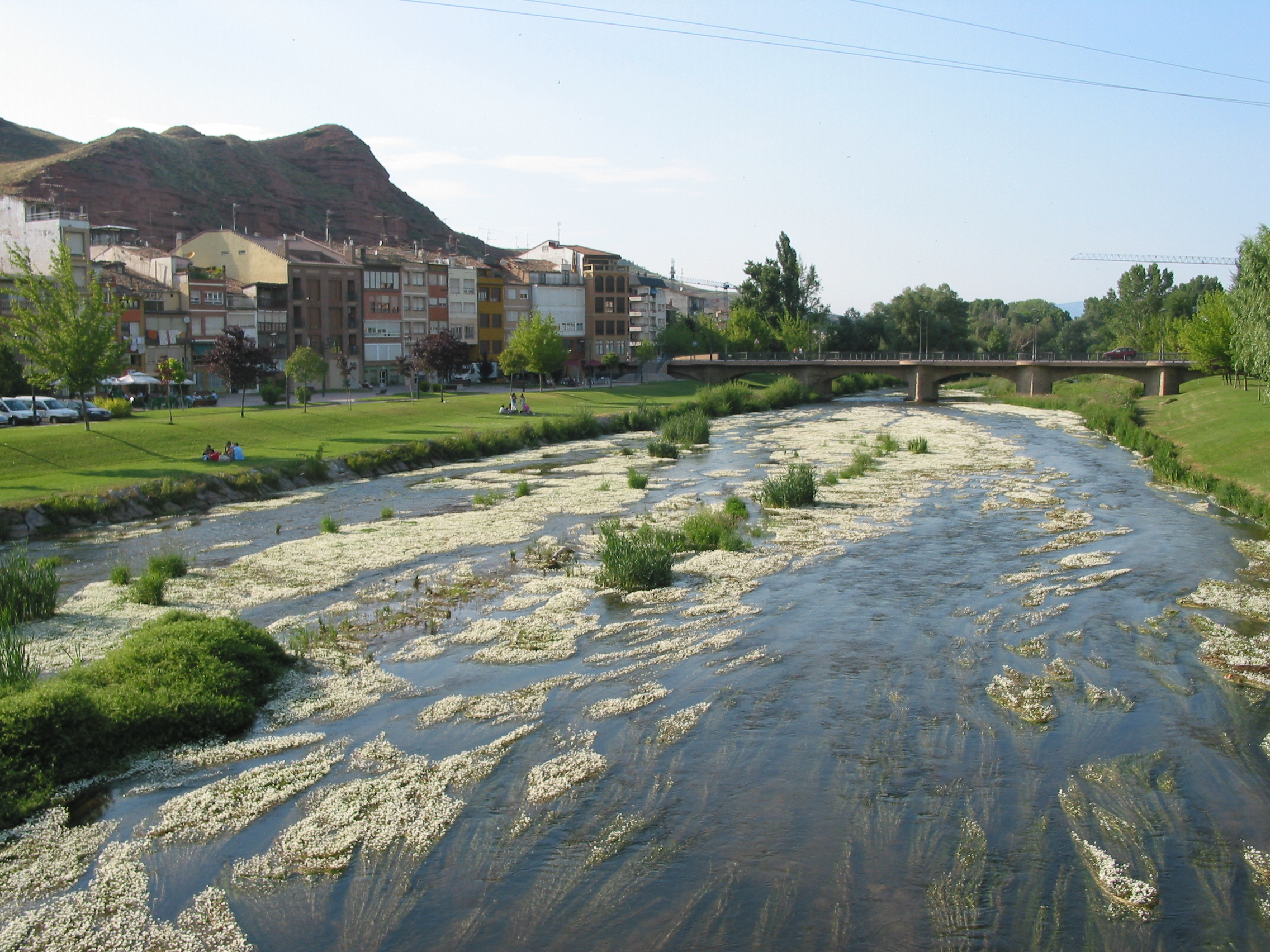
Río Najerilla a su paso por Nájera

En su recorrido recibe el agua de varios ríos, que en su cabecera bajan de las sierras de Urbión, Neila y la Demanda, y más adelante se juntan con los que bajan de las sierras del Camero Nuevo, La Pradilla o Moncalvillo.
En orden desde la cabecera hasta la desembocadura, recibe los siguientes ríos:

### Margen izquierda
- Río Canales
- Río Gatón y su afluente el Río Mostajares
- Río Cambrones
- Río Calamantío
- Río Valvanera
- Río Tobía
- Río Riocoja
- Río Cárdenas
- Río Tuerto

### Margen derecha
- Río Frío
- Río Neila
- Río Portilla
- Río Urbión y sus afluentes: Río Viniegra y río Ventrosa.
- Río Brieva y su afluente el Río Berrinche.
- Río Roñas
- Río Pedroso
- Río Ledesma
- Río Yuso
- Río Yalde y su afluente el Río San Andrés.

## Infraestructuras hidráulicas

### Embalses
En la parte alta del curso del río se encuentra el embalse de Mansilla, en el término municipal de Mansilla de la Sierra. Es el embalse de mayor tamaño (246 ha) y capacidad (68 hm³) de la comunidad autónoma de La Rioja, y lleva en uso desde el año 1959.

### Presas y azudes
En el curso alto del río Yalde se sitúa la presa de Castroviejo, en el término municipal de Castroviejo. Se construyó para el regadío de los municipios del valle del río Yalde.

### Canales
Existen dos canales principales:
- Canal de la margen izquierda del Najerilla: Tiene una longitud de 59,4 km y riega una superficie de 13 800 hectáreas. Nace en el término municipal de Anguiano, un kilómetro aguas abajo de dicha localidad, y recorre toda la margen izquierda del valle hasta la localidad de Alesanco. Una vez pasa Alesanco se divide en dos ramales, uno que deriva el regadío hacia Hormilla y San Asensio, y otro que cruza todo el Valpierre pasando Castañares de Rioja, hasta desembocar en el Tirón entre las localidades de Cuzcurrita y Tirgo. Este ramal riega los municipios del valle del Cárdenas y del Tuerto, pero también los del bajo Oja y Tirón (Castañares, Baños de Rioja, Cuzcurrita, Tirgo, Cihuri, Casalarreina, Anguciana) y los pertenecientes al Valpierre (Zarratón, San Torcuato, Cidamón, Rodezno y Briones). La demanda media anual de este Canal es de 31,5 hm3, con un caudal en origen de 15 m³/s.[9]

- Canal de la margen derecha del Najerilla: Tiene una longitud de 24,5 km y riega una superficie de 3100 hectáreas. Nace en el término municipal de Camprovín, bajo la pedanía de Mahave, y recorre toda la margen derecha del valle hasta la Acequia de Buicio, en la localidad de Cenicero. El canal riega los municipios de Arenzana de Abajo, Tricio, Nájera, Huércanos, Uruñuela, Cenicero y Torremontalbo. La demanda media anual de este canal es de 17 hm³, con un caudal en origen de 2,5 m³/s.[9]

### Producción hidroeléctrica
A lo largo del curso del río Najerilla, principalmente entre Mansilla de la Sierra y Bobadilla, existen seis centrales hidroeléctricas que producen energía eléctrica, a las que hay que sumarle las dos centrales existentes en el río Cárdenas.

### Piscifactorías
En todo la cuenca del Najerilla existen dos piscifactorías:
- Piscifactoría de Brieva de Cameros: Esta piscifactoría es propiedad de la Comunidad Autónoma de La Rioja, y se adquirió en 1997 y se inauguró en 2003 para la cría de trucha común autóctona para la posterior repoblación de los ríos riojanos.[10][11][12]
- Piscifactoría de Bobadilla: Es una piscifactoría de carácter empresarial, que también produce trucha común.

## Otros datos
Su nombre proviene del de la ciudad de Nájera, que atraviesa. Es importante su coto de pesca truchero. Es uno de los principales ríos riojanos para la práctica del piragüismo en aguas bravas. El tramo situado bajo Viniegra de Abajo es escenario de una concentración anual clásica. También se practica este deporte en su afluente el Urbión. Su valle cuenta con amplias choperas, huertas y viñedos. En la parte inicial de su cauce, junto a él, se encuentra la carretera LR-113.